# تپه شهر سوخته ۳۶۸
تپه شهر سوخته ۳۶۸ مربوط به هزاره سوم قبل از میلاد است و در شهرستان زابل، بخش شیب آب، دهستان لوتک، روستای حومه شهر سوخته، ۹/۲ کیلومتری جنوب شرق پایگاه باستان‌شناسی شهر سوخته واقع شده و این اثر در تاریخ ۲۸ شهریور ۱۳۸۶ با شمارهٔ ثبت ۱۹۶۳۸ به‌عنوان یکی از آثار ملی ایران به ثبت رسیده است.